# العلاقات الفانواتية الكرواتية
العلاقات الفانواتية الكرواتية هي العلاقات الثنائية التي تجمع بين فانواتو وكرواتيا.

## مقارنة بين البلدين
هذه مقارنة عامة ومرجعية للدولتين:
| وجه المقارنة                                              | فانواتو                                  | كرواتيا                                                  |
| --------------------------------------------------------- | ---------------------------------------- | -------------------------------------------------------- |
| المساحة (كم2)                                             | 12.19 ألف                                | 56.59 ألف                                                |
| عدد السكان (نسمة)                                         | 276.24 ألف                               | 4.11 مليون                                               |
| الكثافة السكانية (ن./كم²)                                 | 22.66                                    | 72.63                                                    |
| العاصمة                                                   | بورت فيلا                                | زغرب                                                     |
| اللغة الرسمية                                             | اللغة البسلاما، لغة فرنسية، لغة إنجليزية | اللغة الكرواتية                                          |
| العملة                                                    | فاتو فانواتي                             | كونا كرواتية                                             |
| الناتج المحلي الإجمالي (بليون دولار)                      | 862.88 مليون                             | 54.85 مليار                                              |
| الناتج المحلي الإجمالي (تعادل القوة الشرائية) بليون دولار | 790.76 مليون                             | 94.64 مليار                                              |
| الناتج المحلي الإجمالي الاسمي للفرد دولار أمريكي          | 2.81 ألف                                 | 11.54 ألف                                                |
| الناتج المحلي الإجمالي للفرد دولار أمريكي                 | 3.03 ألف                                 | 21.64 ألف                                                |
| مؤشر التنمية البشرية                                      | 0.594                                    | 0.818                                                    |
| رمز المكالمات الدولي                                      | +678                                     | +385                                                     |
| رمز الإنترنت                                              | .vu                                      | .hr                                                      |
| المنطقة الزمنية                                           | ت ع م+11:00                              | توقيت وسط أوروبا، ت ع م+01:00، ت ع م+02:00، أوروبا/زغرب ‏ |

## منظمات دولية مشتركة
يشترك البلدان في عضوية مجموعة من المنظمات الدولية، منها:
| علم المنظمة | اسم المنظمة                        | تاريخ انضمام فانواتو | تاريخ انضمام كرواتيا |
| ----------- | ---------------------------------- | -------------------- | -------------------- |
|             | يونسكو                             | 10 فبراير 1994       | 1 يونيو 1992         |
|             | مؤسسة التمويل الدولية              | 28 سبتمبر 1981       | 25 فبراير 1993       |
|             | منظمة حظر الأسلحة الكيميائية       | ?                    | ?                    |
|             | مؤسسة التنمية الدولية              | 28 سبتمبر 1981       | 25 فبراير 1993       |
|             | منظمة التجارة العالمية             | ?                    | ?                    |
|             | وكالة ضمان الاستثمار متعدد الأطراف | 27 يوليو 1988        | 19 مارس 1993         |
|             | الاتحاد البريدي العالمي            | ?                    | ?                    |
|             | الاتحاد الدولي للاتصالات           | 30 مارس 1988         | 3 يونيو 1992         |
|             | الأمم المتحدة                      | 15 سبتمبر 1981       | 22 مايو 1992         |
|             | البنك الدولي للإنشاء والتعمير      | 28 سبتمبر 1981       | 25 فبراير 1993       |
|             | المنظمة الهيدروغرافية الدولية      | ?                    | ?                    |

## وصلات خارجية
- موقع وزارة الخارجية الكرواتية